# Albán Vermes
Albán Vermes (Eger, Hungría, 19 de junio de 1957 - 3 de febrero de 2021) fue un nadador húngaro especializado en pruebas de estilo braza, donde consiguió ser subcampeón olímpico en 1980 en los 200 metros.

## Carrera deportiva
En los Juegos Olímpicos de Moscú 1980 ganó la medalla de plata en los 200 metros braza, con un tiempo de 2:16.93 segundos, tras el soviético Robertas Žulpa y por delante de otro soviético Arsens Miskarovs.
Y en el campeonato europeo de Roma 1983 volvió a ganar la plata en la misma prueba de 200 metros braza.